# Kamjanka (obwód tarnopolski)
Kamjanka (ukr. Кам'янка, do 1955 roku Słobódka Strusowska) – wieś na Ukrainie, w obwodzie tarnopolskim, w rejonie tarnopolskim.
Przez pewien czas, m.in. w 1904 we wsi działała gorzelnia Sommerstein.
W II Rzeczypospolitej wieś w powiecie trembowelskim w województwie tarnopolskim.
W latach 1939–1944 nacjonaliści ukraińscy z OUN-UPA zamordowali tutaj 51 Polaków, grabiąc polskie gospodarstwa.
Do 2020 w rejonie trembowelskim.